# Корзанов, Александр Иванович
Александр Иванович Корзанов (2 февраля 1966 года) — советский и киргизский футболист, защитник. Мастер спорта Кыргызской Республики (2000).

## Биография
Начинал свою карьеру в 17 лет в команде ЦОР из Фрунзе. Затем в течение долгих лет защищал цвета «Алги». После распада СССР Корзанов в 1992 году переехал на Украину, где он провел два сезона в клубе Высшей лиги «Кремень». В 1994 году защитник отыграл полсезона в российской Второй лиге за липецкий «Металлург».
В 1995 году киргизский тренер Борис Подкорытов пригласил футболиста в Казахстан. Под его руководством Корзанов выступал в командах Высшей лиги «Жетысу» и «Астана». Завершил свою карьеру игрок на родине в СКА-ПВО. В его составе он неоднократно становился чемпионом страны.

## Сборная
За сборную Кыргызстана Александр Корзанов дебютировал 23 августа 1992 года в товарищеском матче против Узбекистана, в котором киргизы потерпели крупное поражение со счетом 0:3. В период с 1993 по 1995 годы защитник не вызывался в сборную, однако в 1996 году он возобновил карьеру в ней. Всего за нее он провел 16 матчей, в которых забил один гол в ворота сборной Мальдивских островов в рамках отборочного турнира к Чемпионату мира 1998 года.

## Достижения
- Чемпион Кыргызстана (3): 2000, 2001, 2002.
- Серебряный призер чемпионата Кыргызстана (1): 1992.
- Обладатель Кубка Кыргызстана (3): 2000, 2001, 2002.